# Едіт Кларк
Едіт Кларк (Edith Clarke; 10 лютого 1883 — 29 жовтня 1959) — американська вчена, перша у США інженерка-електротехнік і перша жінка-професор з електротехніки Техаського університету в Остіні. Вона спеціалізувалася на аналізі електросистемних систем. Написала посібник «Схемний аналіз систем живлення змінного струму» (англ. Circuit Analysis of A-C Power Systems).

## Юність та освіта
Едіт Кларк народилася 10 лютого 1883 року в окрузі Говард, штат Меріленд, у сім'ї Джона Ріджелі Кларка та Сюзан Дорсі Овінгс. В родині було дев'ять дітей. У віці 12 років Едіт осиротіла, її виховувала старша сестра. Едіт вивчала математику та астрономію у коледжі Вассар, який закінчила у 1908 році.
Після коледжу Кларк викладала математику і фізику в приватній школі у Сан-Франциско, потім у коледжі Маршалл . Далі, деякий час вивчала цивільне будівництво в Університеті Вісконсин-Медісон. У 1912 році влаштувалася рахівником у корпорацію AT&T. Паралельно з роботою в AT&T, вона вивчала електротехніку в Колумбійському університеті.
У 1918 році Кларк вступила до Массачусетського технологічного інституту, а наступного року стала першою жінкою, яка отримала у цьому ВУЗі ступінь магістра з електротехніки.

## Професійна кар'єра
Після навчання їй не вдалося знайти роботу інженера. Кларк пішла працювати в General Electric керівником рахівників у відділ турбінної інженерії. У 1921 році вона винайшла калькулятор Кларк — простий графічний пристрій, за допомогою якого можна вирішувася рівняння з електричним струмом, напругою та опором в лініях передачі електричної енергії. Пристрій вирішував лінійні рівняння з гіперболічними функціями вдесятеро швидше, ніж попередні методи. У 1921 році вона подала патент на калькулятор, який був виданий у 1925 році.
У 1921 році, не маючи можливості отримати посаду інженера, Кларк звільнилася з General Electric та викладала фізику в Константинопольському жіночому коледжі в Туреччині. Наступного року її знову найняли у General Electric вже на посаду інженера-електрика у технічний відділ Центральної станції. Кларк працювала там до 1945 року.
Підготовка з математики допомогла їй здобути значних успіхів у своїй галузі. 8 лютого 1926 року стала першою жінкою, яка виступила з лекцією на щорічному засіданні Американського інституту інженерів-електриків. Кларк показала використання гіперболічних функцій для розрахунку максимальної потужності, яку може нести стабільна лінія.
У 1943 році Едіт Кларк написала підручник з енергетики «Схемний аналіз систем живлення змінного струму» (англ. Circuit Analysis of A-C Power Systems).
У 1947 році вона влаштувалася на електротехнічний факультет Техаського університету в Остіні і стала першою жінкою-професором електротехніки в США. Вона викладала впродовж десяти років і вийшла на пенсію у 1957 році.

## Вшанування
Едіт Кларк стала першою жінкою-інженером, яка досягла професійного статусу у братстві Tau Beta Pi. У 1948 році Кларк обрали до Американського інституту інженерів-електриків. У 1954 році вона отримала нагороду за досягнення від Товариства жінок-інженерів.
У 2015 році Кларк посмертно введена в Національну залу слави винахідників .